# Anastrepha irretita
Anastrepha irretita är en tvåvingeart som beskrevs av Stone 1942. Anastrepha irretita ingår i släktet Anastrepha och familjen borrflugor. Inga underarter finns listade i Catalogue of Life.